# Bonviván
Bonviván (a francia bon vivant -ból, bon = jó, vivre = élni) eredetileg olyan fiatal férfi, aki élvezi a jó életet, a jó dolgokat az életben, különösen az ételeket és italokat.

Nem összekeverendő a magyar bonvivánnal ami egy klasszikus színházi karakterszerep, az operett elengedhetetlen figurája a primadonna, a szubrett és a táncoskomikus mellett. Magyarul a bonviván leginkább a szívtipró szerepre utal. Zenés vígjátékok és operettek szerelmes hőse, igényes énekszólammal; a primadonna partnere. Pl. Barinkay (ifj. J. Strauss: A cigánybáró), Edwin (Kálmán I.: A csárdáskirálynő), Danilovics Danilo (Lehár F.: A víg özvegy).